# Transcortin
Transcortin (CBG, von engl.: Corticosteroid binding globulin) ist ein Plasmaprotein in Säugetieren, dessen Aufgabe die Bindung und der Transport von Glukokortikoiden und Progesteron im Blut ist. Es gehört zur Gruppe der α₁-Globuline. Die Produktion findet in der Leber statt und wird von Östrogen reguliert.
Transcortin hat eine hohe Affinität für Cortisol, von dem vermutet wird, dass es nur in seiner nicht an Transcortin gebundenen Form biologisch aktiv ist. Etwa 75 % des Cortisols im Kreislauf sind an Transcortin gebunden.
Die Molekülmasse von Transcortin beträgt 52000 Dalton, die normale Konzentration im Serum beträgt etwa 37 mg/l, kann sich aber in der Schwangerschaft oder nach Einnahme von Ovulationshemmern verdoppeln. Bei einer Leberzirrhose verringert sich die Konzentration.